# ميخائيل لويس (عالم نفس)
ميخائيل لويس (بالإنجليزية: Michael Lewis)‏ هو عالم نفس أمريكي، ولد في 10 يناير 1937.